# Séverine Vandenhende
Séverine Vandenhende, née le 12 janvier 1974 à Dechy (Nord), est une judokate française. Elle remporte la médaille d'or dans la catégorie des moins de 63 kg lors des Jeux olympiques de 2000 à Sydney. Elle obtient aussi le titre de championne du monde trois ans plus tôt lors de l'édition 1997 disputée en France. Après sa carrière sportive, elle reste dans le monde du judo en devenant entraîneur au sein du système fédéral.

## Biographie
Originaire de Dechy, près de Douai, Séverine Vandenhende est la benjamine d'une famille de trois filles dont le père est mineur. C'est à Vieux-Condé, près de Valenciennes, où ses parents ont déménagé, qu'elle fait ses débuts de judokate à huit ans. Deux ans plus tard, elle dispute ses premières compétitions. Après des championnats de France espoirs disputés à seize ans, elle rejoint le centre national d'entraînement des jeunes, à Châtenay-Malabry.
Elle remporte la médaille de bronze lors des championnats du monde junior de Nuenos Aires en octobre 1992. Elle obtient ses premiers résultats important chez les séniors en terminant troisième du tournoi de Paris 1994 en moins de 61 kg. La même année elle remporte le tournoi de Budapest. En février 1996 elle termine troisième du tournoi de Paris puis remporte le tournoi de Prague en mars. Elle est toutefois devancé en équipe de France par Cathy Fleury, championne olympique des Jeux de 1992, dont elle est la remplaçante lors de l'édition d'Atlanta.
En 1997, pour la troisième fois de sa carrière, elle termine troisième du tournoi de Paris. elle termine ensuite troisième des Championnats d'Europe 1997 à Ostende. À 23 ans, elle remporte le titre mondial lors des championnats du monde 1997 disputé au Palais Omnisports de Paris-Bercy. Elle bat en finale  la Belge Gella Vandecaveye par ippon. Toutefois, sollicitée, elle ne se remet pas régulièrement à l'entraînement. Elle participe aux championnats d'Europe 1998 à Oviedo. Elle perd lors de son quart de finale face à l'Espagnole Sara Álvarez. Elle s'incline ensuite en repêchage face à la Slovène Sraka. Elle enchaine les blessures lors des périodes fortes activités, opération de l'épaule et ligament externe du genou gauche.
Revenue tardivement de ses blessures, elle participe aux Championnats du monde 1999 à  Birmingham. Totalement prise par le trac, elle concède « la pire honte » de sa vie en étant malade sur le tapis,. L'encadrement de l'équipe de France lui conserve sa confiance et elle participe la saison suivante à l'obtention d'un quota pour la France dans cette catégorie, terminant deuxième du tournoi de Paris et du grand prix de Rome. Elle termine également deuxième des Championnats d'Europe de mai 2000 à Aalst, battue en finale par Gella Vandecaveye.
Lors des Jeux olympiques de 2000 à Sydney, l'encadrement de l'équipe de France demande à Sarah Nichilo-Rosso de l'accompagner toute la journée de compétition pour éviter tout problème de stess. Son entraîneur Patrick Rosso n'intervient que le plan technique et quelques minutes seulement avant les combats. Elle élimine d'abord la Coréenne Jung Sung-Sook, la Canadienne Sophie Roberge puis l'Américaine Celita Schutz en quart de finale et l'Allemande Anja von Rekowski en demi-finale. En finale, elle est opposée à la Chinoise Li Shufang. Menée d'un koka, elle égalise sur une pénalité infligée à son adversaire, et elle s'impose par un yuko sur deuxième pénalité subis par la Chinoise à one secondes de la fin,.
Elle termine une nouvelle fois à la troisième place du tournoi de Paris, en février 2001. Une nouvelle blessure au genou lors des championnats d'Europe de 2001 la prive des mondiaux de la même année à Munich. En janvier 2003, elle termine troisième du tournoi de Moscou. Elle est ensuite victime d'une nouvelle rupture des ligaments croisés. Elle décide alors d'arrêter sa carrière.
Pendant sa carrière sportive, elle passe son DEUG puis une licence STAPS. Fabien Canu, directeur technique national de la Fédération, assure alors qu'elle intègre le système fédéral auprès des jeunes. Elle devient ensuite cadre national pour intégrer les jeunes féminines au sein de l'INSEP.

## Palmarès

### Jeux olympiques
- Jeux olympiques de 2000 à Sydney (Australie) :
  -  Médaille d'or dans la catégorie des moins de 63 kg.

### Championnats du monde
- Championnats du monde 1997 à Paris (France) :
  -  Médaille d'or dans la catégorie des moins de 61 kg.

### Championnats d'Europe
- Championnats d'Europe 1997 à Ostende (Belgique) :
  -  Médaille de bronze dans la catégorie des moins de 61 kg.
- Championnats d'Europe 2000 à Wrocław (Pologne) :
  -  Médaille d'argent dans la catégorie des moins de 63 kg.

### Divers
- 5 podiums au Tournoi de Paris.
- 2 titres de championne de France.

### Distinction
- Chevalier de la légion d'honneur en 2000[22].

### Autres
- Grade : Ceinture blanche et rouge 7e DAN le 20 novembre 2014[23].